# Kim Warwick
Kim Warwick (Sydney, 8 d'abril de 1952) és un tennista professional retirat australià.
En el seu palmarès destaquen quatre títols de Grand Slam en dobles masculins, tots a l'Open d'Austràlia, i dos més en dobles mixts, tots al Roland Garros. Va guanyar un total de tres títols individuals i 26 de dobles masculins, que li van permetre arribar als llocs 15 i 10 dels rànquings respectius. També va formar de l'equip australià de la Copa Davis.

## Torneigs de Grand Slam

### Individual: 1 (0−1)
| Resultat  | Núm. | Any  | Torneig          | Oponent       | Marcador         |
| --------- | ---- | ---- | ---------------- | ------------- | ---------------- |
| Finalista | 1.   | 1980 | Open d'Austràlia | Brian Teacher | 5−7, 6−7(4), 2−6 |

### Dobles masculins: 5 (4−1)
| Resultat  | Núm. | Any  | Torneig              | Parella        | Oponents                           | Marcador           |
| --------- | ---- | ---- | -------------------- | -------------- | ---------------------------------- | ------------------ |
| Guanyador | 1.   | 1978 | Open d'Austràlia     | Wojciech Fibak | Paul Kronk Cliff Letcher           | 7−6, 7−5           |
| Guanyador | 2.   | 1980 | Open d'Austràlia (2) | Mark Edmondson | Peter McNamara Paul McNamee        | 7−5, 6−4           |
| Guanyador | 3.   | 1981 | Open d'Austràlia (3) | Mark Edmondson | Hank Pfister John Sadri            | 6−3, 6−7, 6−3      |
| Guanyador | 4.   | 1985 | Roland Garros        | Mark Edmondson | Shlomo Glickstein Hans Simonsson   | 6−3, 6−4, 6−7, 6−3 |
| Finalista | 1.   | 1985 | Open d'Austràlia     | Mark Edmondson | Paul Annacone Christo Van Rensburg | 3−6, 7−6, 6−4, 6−4 |

### Dobles mixts: 3 (2−1)
| Resultat  | Núm. | Any  | Torneig           | Parella          | Oponents                           | Marcador      |
| --------- | ---- | ---- | ----------------- | ---------------- | ---------------------------------- | ------------- |
| Guanyador | 1.   | 1972 | Roland Garros     | Evonne Goolagong | Françoise Dürr Jean-Claude Barclay | 6−2, 6−4      |
| Finalista | 1.   | 1972 | Wimbledon         | Evonne Goolagong | Rosemary Casals Ilie Năstase       | 4−6, 4−6      |
| Guanyador | 2.   | 1976 | Roland Garros (2) | Ilana Kloss      | Linky Boshoff Colin Dowdeswell     | 5−7, 7−6, 6−2 |

## Palmarès

### Individual: 11 (3−8)
| Títols per superfície |
| --------------------- |
| Dura (1−1)            |
| Gespa (1−4)           |
| Terra batuda (1−3)    |

| Resultat  | Núm. | Data                   | Torneig                        | Superfície   | Oponent         | Marcador                |
| --------- | ---- | ---------------------- | ------------------------------ | ------------ | --------------- | ----------------------- |
| Finalista | 1.   | 24 de gener de 1972    | Adelaida, Austràlia            | Gespa        | Alex Metreveli  | 3−6, 3−6, 6−7           |
| Finalista | 2.   | 4 de desembre de 1974  | Jakarta, Indonèsia             | Dura         | Onny Parun      | 3−6, 3−6, 4−6           |
| Guanyador | 1.   | 22 de novembre de 1976 | Bangalore, Índia               | Terra batuda | Sashi Menon     | 6−1, 6−2                |
| Finalista | 3.   | 31 d'octubre de 1977   | Tòquio, Japó                   | Terra batuda | Manuel Orantes  | 2−6, 1−6                |
| Finalista | 4.   | 17 de juliol de 1978   | Stuttgart, Alemanya Occidental | Terra batuda | Ulrich Pinner   | 2−6, 2−6, 6−7           |
| Finalista | 5.   | 25 de desembre de 1978 | Sydney, Austràlia              | Gespa        | Tim Wilkison    | 3−6, 3−6, 7−6, 6−3, 2−6 |
| Guanyador | 2.   | 10 de desembre de 1979 | Adelaida                       | Gespa        | Bernard Mitton  | 7−6(3), 6−4             |
| Finalista | 6.   | 9 de juny de 1980      | Londres, Regne Unit            | Gespa        | John McEnroe    | 3−6, 1−6                |
| Finalista | 7.   | 7 de juliol de 1980    | Gstaad, Suïssa                 | Terra batuda | Heinz Günthardt | 6−4, 4−6, 6−7           |
| Guanyador | 3.   | 24 de novembre de 1980 | Johannesburg, Sud-àfrica       | Dura         | Fritz Buehning  | 6−2, 6−1, 6−2           |
| Finalista | 8.   | 24 de novembre de 1980 | Open d'Austràlia, Austràlia    | Gespa        | Brian Teacher   | 5−7, 6−7, 2−6           |

### Dobles masculins: 52 (26−26)
| Títols per superfície |
| --------------------- |
| Dura (8−11)           |
| Gespa (9−3)           |
| Terra batuda (7−6)    |
| Moqueta (2−6)         |

| Resultat  | Núm. | Data                   | Torneig                      | Superfície   | Parella           | Oponents                          | Marcador                  |
| --------- | ---- | ---------------------- | ---------------------------- | ------------ | ----------------- | --------------------------------- | ------------------------- |
| Finalista | 1.   | 27 de gener de 1974    | Omaha, Estats Units          | Dura         | Ian Fletcher      | Jürgen Fassbender Karl Meiler     | 2−6, 4−6                  |
| Finalista | 2.   | 27 de març de 1974     | Tempe, Estats Units          | Dura         | Ian Fletcher      | Jürgen Fassbender Karl Meiler     | 6−4, 4−6, 5−7             |
| Guanyador | 1.   | 15 de setembre de 1974 | Cedar Grove, Estats Units    | Dura         | Steve Siegel      | Dick Crealy Bob Tanis             | 4−6, 6−2, 6−1             |
| Finalista | 3.   | 21 d'abril de 1975     | Estocolm, Suècia             | Moqueta (i)  | Patrice Dominguez | Arthur Ashe Tom Okker             | 3−6, 6−7                  |
| Finalista | 4.   | 29 de setembre de 1975 | San Francisco, Estats Units  | Dura (i)     | Allan Stone       | Fred McNair Sherwood Stewart      | 2−6, 6−7                  |
| Finalista | 5.   | 27 d'octubre de 1975   | Manila, Filipines            | Dura         | Syd Ball          | Ross Case Geoff Masters           | 1−6, 2−6                  |
| Finalista | 6.   | 17 de maig de 1976     | Hamburg, Alemanya Occidental | Terra batuda | Dick Crealy       | Fred McNair Sherwood Stewart      | 6−7, 6−7, 6−7             |
| Guanyador | 2.   | 11 d'octubre de 1976   | Brisbane, Austràlia          | Gespa        | Syd Ball          | Ismail El Shafei Brian Fairlie    | 6−4, 6−4                  |
| Finalista | 7.   | 5 de desembre de 1976  | Sydney, Austràlia            | Dura (i)     | Syd Ball          | Ismail El Shafei Brian Fairlie    | 6−4, 4−6, 6−7             |
| Guanyador | 3.   | 27 de desembre de 1976 | Sydney                       | Gespa        | Syd Ball          | Mark Edmondson John Marks         | 6−3, 6−4                  |
| Finalista | 8.   | 10 de gener de 1977    | Adelaida, Austràlia          | Gespa        | Syd Ball          | Cliff Letcher Dick Stockton       | 3−6, 6−4, 4−6             |
| Finalista | 9.   | 18 d'abril de 1977     | Denver, Estats Units         | Moqueta (i)  | Syd Ball          | Colin Dibley Geoff Masters        | 2−6, 3−6                  |
| Finalista | 10.  | 9 de maig de 1977      | Hamburg (2)                  | Terra batuda | Phil Dent         | Bob Hewitt Karl Meiler            | 6−3, 3−6, 4−6, 4−6        |
| Guanyador | 4.   | 31 d'octubre de 1977   | Tòquio, Japó                 | Terra batuda | Geoff Masters     | Colin Dibley Chris Kachel         | 6−2, 7−6                  |
| Guanyador | 5.   | 7 de novembre de 1977  | Hong Kong, Hong Kong         | Dura         | Syd Ball          | Marty Riessen Roscoe Tanner       | 7−6, 6−3                  |
| Guanyador | 6.   | 5 de desembre de 1977  | Adelaida                     | Gespa        | Syd Ball          | John Alexander Phil Dent          | 3−6, 7−6, 6−4             |
| Finalista | 11.  | 10 de juliol de 1978   | Gstaad, Suïssa               | Terra batuda | Bob Hewitt        | Mark Edmondson Tom Okker          | 4−6, 6−1, 1−6, 4−6        |
| Finalista | 12.  | 14 d'agost de 1978     | Stowe, Estats Units          | Dura         | Mark Edmondson    | Tim Gullikson Tom Gullikson       | 6−3, 6−7, 3−6             |
| Guanyador | 7.   | 25 de desembre de 1978 | Open d'Austràlia, Austràlia  | Gespa        | Wojciech Fibak    | Paul Kronk Cliff Letcher          | 7−6, 7−5                  |
| Guanyador | 8.   | 1 de gener de 1979     | Auckland, Nova Zelanda       | Dura         | Bernard Mitton    | Andrew Jarrett Jonathan Smith     | 6−3, 2−6, 6−3             |
| Finalista | 13.  | 17 de març de 1980     | Metz, França                 | Moqueta (i)  | Chris Delaney     | Colin Dibley Gene Mayer           | 6−7, 5−7                  |
| Guanyador | 9.   | 24 de març de 1980     | Niça, França                 | Terra batuda | Chris Delaney     | Stanislav Birner Jiří Hřebec      | 6−4, 6−0                  |
| Guanyador | 10.  | 19 de maig de 1980     | Roma, Itàlia                 | Terra batuda | Mark Edmondson    | Balázs Taróczy Eliot Teltscher    | 7−6, 7−6                  |
| Guanyador | 11.  | 16 de juny de 1980     | Surbiton, Regne Unit         | Gespa        | Mark Edmondson    | Andrew Pattison Butch Walts       | 7−6, 6−7, 6−7, 7−6, 15−13 |
| Finalista | 14.  | 7 de juliol de 1980    | Gstaad (2)                   | Terra batuda | Mark Edmondson    | Colin Dowdeswell Ismail El Shafei | 4−6, 4−6                  |
| Guanyador | 12.  | 24 de novembre de 1980 | Open d'Austràlia (2)         | Gespa        | Mark Edmondson    | Peter McNamara Paul McNamee       | 7−5, 6−4                  |
| Guanyador | 13.  | 30 de novembre de 1981 | Open d'Austràlia (3)         | Gespa        | Mark Edmondson    | Hank Pfister John Sadri           | 6−3, 6−7, 6−3             |
| Guanyador | 14.  | 4 de gener de 1982     | Adelaida (2)                 | Gespa        | Mark Edmondson    | Andrew Jarrett Jonathan Smith     | 7−5, 4−6, 7−6             |
| Guanyador | 15.  | 18 de gener de 1982    | Guarujá, Brasil              | Terra batuda | Phil Dent         | Carlos Kirmayr Cássio Motta       | 6−7, 6−2, 6−3             |
| Finalista | 15.  | 1 de febrer de 1982    | Denver (2)                   | Moqueta (i)  | Phil Dent         | Kevin Curren Steve Denton         | 4−6, 4−6                  |
| Guanyador | 16.  | 8 de febrer de 1982    | Richmond, Estats Units       | Moqueta (i)  | Mark Edmondson    | Syd Ball Rolf Gehring             | 6−4, 6−2                  |
| Finalista | 16.  | 14 de juny de 1982     | Bristol, Regne Unit          | Gespa        | Mark Edmondson    | Tim Gullikson Tom Gullikson       | 4−6, 6−7                  |
| Guanyador | 17.  | 19 de juliol de 1982   | Kitzbühel, Àustria           | Terra batuda | Mark Edmondson    | Rod Frawley Pavel Složil          | 6−4, 4−6, 7−6             |
| Finalista | 17.  | 15 d'agost de 1982     | Sawgrass, Estats Units       | Terra batuda | Mark Edmondson    | Brian Gottfried Raúl Ramírez      | Renúncia                  |
| Finalista | 18.  | 18 de novembre de 1982 | Hong Kong                    | Dura         | Van Winitsky      | Charles Strode Morris Strode      | 4−6, 6−3, 2−6             |
| Guanyador | 18.  | 15 d'agost de 1983     | Stowe                        | Dura         | Brad Drewett      | Fritz Buehning Tom Gullikson      | 4−6, 7−5, 6−2             |
| Finalista | 19.  | 3 d'octubre de 1983    | Brisbane                     | Moqueta (i)  | Mark Edmondson    | Pat Cash Paul McNamee             | 6−7, 6−7                  |
| Guanyador | 19.  | 7 de novembre de 1983  | Taipei, Taiwan               | Moqueta (i)  | Wally Masur       | Ken Flach Robert Seguso           | 7−6, 6−4                  |
| Finalista | 20.  | 13 d'agost de 1984     | Toronto, Canadà              | Dura         | John Fitzgerald   | Peter Fleming John McEnroe        | 4−6, 2−6                  |
| Finalista | 21.  | 4 de febrer de 1985    | Delray Beach, Estats Units   | Dura         | Sherwood Stewart  | Paul Annacone C. van Rensburg     | 5−7, 5−7, 4−6             |
| Guanyador | 20.  | 6 de maig de 1985      | Múnic, Alemanya Occidental   | Terra batuda | Mark Edmondson    | Sergio Casal Emilio Sánchez       | 4−6, 7−5, 7−5             |
| Guanyador | 21.  | 27 de maig de 1985     | Roland Garros, França        | Terra batuda | Mark Edmondson    | Shlomo Glickstein Hans Simonsson  | 6−3, 6−4, 6−7, 6−3        |
| Finalista | 22.  | 22 de juliol de 1985   | Indianapolis, Estats Units   | Terra batuda | Pavel Složil      | Ken Flach Robert Seguso           | 4−6, 4−6                  |
| Finalista | 23.  | 14 d'octubre de 1985   | Sydney (2)                   | Dura (i)     | Mark Edmondson    | John Fitzgerald Anders Järryd     | 3−6, 2−6                  |
| Guanyador | 22.  | 18 de novembre de 1985 | Hong Kong                    | Dura         | Brad Drewett      | Jakob Hlasek Tomáš Šmíd           | 6−3, 4−6, 6−2             |
| Finalista | 24.  | 25 de novembre de 1985 | Open d'Austràlia             | Gespa        | Mark Edmondson    | Paul Annacone C. Van Rensburg     | 3−6, 7−6, 6−4, 6−4        |
| Guanyador | 23.  | 16 de desembre de 1985 | Adelaida (3)                 | Gespa        | Mark Edmondson    | Nelson Aerts Tomm Warneke         | 6−4, 6−4                  |
| Guanyador | 24.  | 18 d'agost de 1986     | Cincinnati, Estats Units     | Dura         | Mark Kratzmann    | Christo Steyn Danie Visser        | 6−3, 6−4                  |
| Guanyador | 25.  | 3 de novembre de 1986  | Estocolm                     | Dura (i)     | Sherwood Stewart  | Pat Cash Slobodan Živojinović     | 6−4, 6−4                  |
| Finalista | 25.  | 10 de novembre de 1986 | Wembley, Regne Unit          | Moqueta (i)  | Sherwood Stewart  | Peter Fleming John McEnroe        | 6−3, 6−7, 2−6             |
| Guanyador | 26.  | 16 de març de 1987     | Orlando, Estats Units        | Dura         | Sherwood Stewart  | Paul Annacone C. Van Rensburg     | 2−6, 7−6, 6−4             |
| Finalista | 26.  | 7 de març de 1988      | Orlando                      | Dura         | Sherwood Stewart  | Guy Forget Yannick Noah           | 4−6, 4−6                  |

### Dobles mixts: 3 (2−1)
| Resultat  | Núm. | Data               | Torneig               | Superfície   | Parella          | Oponents                           | Marcador      |
| --------- | ---- | ------------------ | --------------------- | ------------ | ---------------- | ---------------------------------- | ------------- |
| Guanyador | 1.   | 22 de maig de 1972 | Roland Garros, França | Terra batuda | Evonne Goolagong | Françoise Dürr Jean-Claude Barclay | 6−2, 6−4      |
| Finalista | 1.   | 26 de juny de 1972 | Wimbledon, Regne Unit | Gespa        | Evonne Goolagong | Rosemary Casals Ilie Năstase       | 4−6, 4−6      |
| Guanyador | 2.   | 31 de maig de 1976 | Roland Garros (2)     | Terra batuda | Ilana Kloss      | Linky Boshoff Colin Dowdeswell     | 5−7, 7−6, 6−2 |

## Trajectòria

### Individual
| Torneig | 1970 | 1971 | 1972 | 1973  | 1974  | 1975  | 1976  | 1977  | 1977  | 1978  | 1979  | 1980  | 1981 | 1982  | 1983 | 1984 | 1985 | 1986 | Títols  |
| --- | ---- | ---- | ---- | ----- | ----- | ----- | ----- | ----- | ----- | ----- | ----- | ----- | ---- | ----- | ---- | ---- | ---- | ---- | ------- |
| Open d'Austràlia | A    | A    | 2R   | 1R    | 2R    | QF    | 3R    | 1R    | 1R    | 3R    | 3R    | F     | QF   | A     | 1R   | 2R   | A    | A    | 0 / 13  |
| Roland Garros | A    | A    | Q2   | 1R    | A     | A     | 1R    | 2R    | 2R    | 1R    | 2R    | 2R    | A    | A     | A    | A    | A    | A    | 0 / 6   |
| Wimbledon | Q2   | 1R   | 1R   | A     | 3R    | 3R    | 3R    | 4R    | 4R    | 2R    | 1R    | 2R    | A    | 1R    | A    | Q3   | Q1   | Q2   | 0 / 10  |
| US Open | A    | A    | A    | A     | 1R    | 2R    | 3R    | 1R    | 1R    | 1R    | 1R    | A     | A    | QF    | 3R   | A    | A    | A    | 0 / 8   |
| Total Victòries−Derrotes | 6−8  | 5−7  | 13−9 | 11−20 | 31−23 | 27−23 | 28−31 | 35−29 | 35−29 | 30−23 | 37−27 | 39−25 | 6−14 | 14−15 | 3−7  | 6−4  | 1−3  | 1−1  | 293−270 |
| Rànquing a final d'any |      |      |      | 108   | 48    | 48    | 67    | 50    | 50    | 48    | 52    | 36    | 29   | 36    | 99   | 196  | 497  | 629  |         |
| Llegenda: G: Guanyador; F: Finalista; SF: Semifinalista; QF: Quarts de final; Q: Qualificació; A: Absent; RR: Round Robin; NC: No celebrat |      |      |      |       |       |       |       |       |       |       |       |       |      |       |      |      |      |      |         |

### Dobles masculins
| Open d'Austràlia | A   | 1R  | 1R  | 3R    | SF    | SF    | QF    | QF    | 3R    | G     | 1R    | G     | G    | A    | 2R   | 3R    | F     | NC    | 2R    | 2R  | 1R  | 3 / 18  |
| Roland Garros | A   | A   | 1R  | QF    | A     | A     | 3R    | 1R    | 1R    | 3R    | 1R    | 3R    | A    | A    | A    | A     | G     | 1R    | QF    | A   | A   | 0 / 10  |
| Wimbledon | A   | 2R  | 1R  | A     | 1R    | 2R    | 2R    | QF    | QF    | 3R    | 1R    | 2R    | A    | QF   | A    | 2R    | 1R    | 1R    | 1R    | 1R  | A   | 0 / 15  |
| US Open | A   | A   | A   | 3R    | 2R    | 3R    | 1R    | SF    | SF    | QF    | 1R    | A     | A    | QF   | 2R   | 2R    | 3R    | 2R    | 3R    | 1R  | A   | 0 / 14  |
| Total Victòries−Derrotes | 2−3 | 1−3 | 2−6 | 19−13 | 27−18 | 30−23 | 41−32 | 51−25 | 51−25 | 34−22 | 19−24 | 46−20 | 12−6 | 33−9 | 15−4 | 17−13 | 51−26 | 23−18 | 16−12 | 8−9 | 0−3 | 447−289 |
| Rànquing a final d'any |     |     |     |       |       |       |       |       |       |       |       |       |      | 11   | 29   | 36    | 15    | 28    | 36    | 130 | 984 |         |
| Llegenda: G: Guanyador; F: Finalista; SF: Semifinalista; QF: Quarts de final; Q: Qualificació; A: Absent; RR: Round Robin; NC: No celebrat |     |     |     |       |       |       |       |       |       |       |       |       |      |      |      |       |       |       |       |     |     |         |